# Velora
Velora is een kevergeslacht uit de familie van de boktorren (Cerambycidae). De wetenschappelijke naam van het geslacht werd voor het eerst geldig gepubliceerd in 1864 door Thomson.

## Soorten
Velora omvat de volgende soorten:
- Velora ciliata Breuning, 1939
- Velora sordida (Pascoe, 1863)